# Tunapuna
Tunapuna () est une ville dans le Corridor est–ouest sur l'île de la Trinité à Trinité-et-Tobago.

## Ville
Tunapuna est situé entre Saint-Augustin, Tacarigua et Trincity. Tunapuna est la plus grande ville entre San Juan et Arima. C'est une importante place commerciale et le siège de la région de Tunapuna-Piarco.

## Carnaval
Tunapuna accueille un carnaval depuis plus de cent ans. Ce carnaval est organisé chaque année par le Tunapuna Carnaval Comitee.

## Personnalités liées à la ville
- L'écrivain et érudit Cyril Lionel Robert James (1901, Tunapuna - 1989, Londres).
- La pianiste Winifred Atwell (1914, Tunapuna - 1983, Sydney).

## Sites et monuments
Le stade Marvin-Lee se situe à Macoya, une des localités de la ville.